# Höhlenflohkrebse
Die Höhlenflohkrebse (Niphargus) bilden eine Gattung der Flohkrebse (Amphipoda), die in Europa im Süßwasser von Höhlen oder im Grundwasser verbreitet ist. Niphargus ist Höhlentier des Jahres 2009.

## Merkmale
Die Höhlenflohkrebse sind wie die meisten in Höhlen lebenden Tiere blind. Die großen Augen, die bei anderen Flohkrebsen das Erscheinungsbild des Kopfes prägen, haben sich bei dieser Gattung im Laufe der Evolution zurückgebildet. Die Krebse sind farblos und erscheinen durchsichtig bis weiß. Sie werden bis zu 30 Millimeter lang.
Die größten Arten gehören zu den Troglobionten, den Höhlenbewohnern. Auch bei den Höhlenflohkrebsen kann beobachtet werden, dass die in Höhlen lebenden Arten wesentlich größer werden als ihre nahen Verwandten in anderen Lebensräumen. Diese Arten haben sehr lange 2. Antennen, die die Orientierung erleichtern.
Das Leben im Lückensystem des Grundwassers hat ebenfalls eine Anpassung der Größe zur Folge. Diese Arten sind oft weniger als 5 mm lang, entweder mit einem schlanken und langgestreckten Körper oder mit einem gedrungenen Körper und großen zusammenhängenden oder teilweise überlappenden Coxalplatten. Diese Anpassungen hängen mit der Fortbewegung der Flohkrebse in den bewohnten Biotopen zusammen.

## Verbreitung
Zum Verbreitungsgebiet der Höhlenflohkrebse gehören die mediterranen Gebiete Südeuropas, mit Ausnahme der Iberischen Halbinsel, weite Teile Mittel- und Osteuropas bis in die Ukraine und den Kaukasus sowie kleine Gebiete in Nordeuropa. Besonders viele Arten sind aus den Karstgebieten Südosteuropas bekannt.
Es wurde angenommen, dass Niphargus in Grundwasser- und Höhlensystemen der Gebiete Europas, die von den pleistozänen Eisschilden bedeckt waren, nicht überleben konnte und erst später dort wieder eingewandert ist.

## Lebensraum
Höhlenflohkrebse leben außer in Höhlengewässern auch in den Wasseransammlungen der Bergwerke, im Schotter der Flusstäler, in Brunnen und Quellen. Über Quellen und Grundwasser können die Flohkrebse auch in die Leitungen der Wasserversorgungsunternehmen gelangen. Dauerhafte Vorkommen gibt es auch in den Tiefenschichten der Alpenseen, hier leben aber nur rund 5 Prozent der Niphargus-Arten.
Die Höhlenflohkrebse ernähren sich meist räuberisch von den kleineren Bewohnern der Lückensysteme des Grundwasserkörpers und der Höhlen wie Hüpferlingen. Sie können aber auch von Detritus leben und Bakterienfilme abweiden.
Ökologie und Lebensweise der Höhlenflohkrebse sind noch unzureichend erforscht. In schwefelwasserstoffreichen Gewässern des Frasassi-Höhlensystems wurde kürzlich eine Symbiose von Niphargus ictus mit chemoautotrophen schwefeloxidierenden Bakterien der Gattung Thiothrix entdeckt. Diese Bakterien bedecken als Aufwuchs das Exoskelett der Höhlenflohkrebse und werden von diesen durch das Wasser bewegt. Andere Thiothrix-Phylotypen des Höhlensystems leben in langsam wachsenden Biofilmen an den Grenzschichten der Gewässer. Die Leistung der Bakterien innerhalb der symbiontischen Gemeinschaft besteht in der Entgiftung des Wassers und der Erzeugung von Nährstoffen. Ähnliche Symbiosen wurden zuvor nur in marinen Lebensräumen beobachtet.

## Saprobienindex
Der Saprobienindex für Vertreter der Gattung Niphargus beträgt 1,0.

## Systematik
Seit die Gattung erstmals im Jahr von 1847 von Jørgen Matthias Christian Schiødte beschrieben wurde, werden immer mehr Arten und Unterarten der Höhlenflohkrebse bekannt. Die Biologen der Universität Ljubljana in Slowenien zählen mehr als 300 Arten auf einer eigens zur Bearbeitung der Systematik dieser Höhlentiere eingerichteten Website auf.  Die Schwierigkeit bei der Erstellung einer Artenliste besteht darin, zu entscheiden, welche morphologischen Eigenheiten aus einer Fülle von variablen Merkmalen entscheidend für die Artbildung sind. Durch die Isolation der Tiere in bestimmten Höhlensystemen oder Grundwasserkörpern haben sich die einzelnen Populationen auseinanderentwickelt. Viele Untergattungen und Unterarten wurden beschrieben. Ein Großteil davon ist selten, auf ein kleines Gebiet beschränkt oder kann durch die Unzugänglichkeit der Höhlen nicht regelmäßig gesammelt werden. Das macht auch eine Revision der gesamten Systematik durch molekularbiologische und phylogenetische Vergleiche der einzelnen Arten schwierig.

### Ausgewählte Arten
Die Auswahl der Arten umfasst jene, zu denen es Bestimmungsliteratur oder Bilder von systematisch relevanten Merkmalen gibt.
| - Niphargus aquilex - Niphargus auerbachi - Niphargus bajuvaricus - Niphargus balcanicus - Niphargus brachytelson - Niphargus costozzae - Niphargus croaticus - Niphargus dalmatinus - Niphargus dolichopus - Niphargus fontanus - Niphargus foreli - Niphargus hadzii - Niphargus hercegovinensis - Niphargus hrabei - Niphargus hvarensis - Niphargus ictus - Niphargus inopinatus | - Niphargus jovanovici - Niphargus karamani - Niphargus kenki - Niphargus kieferi - Niphargus kochianus - Niphargus laisi - Niphargus liburnicus - Niphargus likanus - Niphargus longicaudatus - Niphargus lunaris - Niphargus miljeticus - Niphargus novomestanus - Niphargus orcinus - Niphargus podgoricensis - Niphargus podpecanus - Niphargus polymorphus - Niphargus puteanus | - Niphargus redenseki - Niphargus rhenorhodanensis - Niphargus schellenbergi - Niphargus slovenicus - Niphargus sphagnicolus - Niphargus spoeckeri - Niphargus strouhali - Niphargus stygius - Niphargus tatrensis - Niphargus thienemanni - Niphargus timavi - Niphargus trullipes - Niphargus valachicus - Niphargus vejdovskyi - Niphargus vinodolensis - Niphargus vjeternicensis - Niphargus zagrebensis |